# لیلی ساکافسکی
لیلی ساکافسکی (انگلیسی: Lily Sacofsky؛ زادهٔ ۱۹۹۴) بازیگر اهل بریتانیا است. وی از سال ۲۰۱۵ میلادی تاکنون مشغول فعالیت بوده‌است.
از فیلم‌ها یا مجموعه‌های تلویزیونی که وی در آن‌ها نقش داشته‌است، می‌توان به سندیتون اشاره نمود.